# Mezoregion Litoral Sul Paulista

Mezoregion Litoral Sul Paulista

Mezoregion Litoral Sul Paulista – mezoregion w brazylijskim stanie São Paulo, skupia 17 gmin zgrupowanych w dwóch mikroregionach. Liczy 13.213,8 km² powierzchni.

## Mikroregiony
- Itanhaém
- Registro